# Blood Red Throne
Blood Red Throne — норвежская дэт-метал группа из Кристиансанна. Создана в 1998 году на пике популярности блэк-метала бывшим гитаристом Satyricon Даниэлем «Død» Олайсеном и басистом Emperor Терье Виком Скаем, более известным как Tchort. Вдохновлённые такими группами, как Death, Cannibal Corpse и Deicide, Blood Red Throne играют дэт-метал в скандинавском стиле, смешивая олдскульный традиционный шведский дэт с грувовыми риффами и элементами блэк-метала. Группа выпустила 10 альбомов.

## История
Blood Red Throne был создан в 1998 году, когда Død и Tchort (в то время игравшие в Satyricon) решили создать свою собственную группу. Tchort играл дэт-метал с 1989 года со своей группой Green Carnation, которая была одной из первых дэт-метал-групп в Норвегии, а Død был большим поклонником этого жанра с 1992 года. Tchort также был басистом в Emperor в начале 1990-х и участвовал в таких группах, как Carpathian Forest и Einherjer. Вскоре группа связалась с барабанщиком по имени Фредди Больсё, живущим в их родном городе, и родился Blood Red Throne. Вскоре после этого басист Эрленд Касперсен присоединился к новообразованной группе. Группа записала демо под названием Deathmix 2000 с вокалистом Ронни Торсеном из Trail of Tears. Это демо получило положительные отзывы, и Blood Red Throne сразу же получил предложения от лейблов. После этого в группу был приглашён их давний друг Мистер Хастлер в качестве постоянного фронтмена, тот же состав записал дебютный альбом Monument of Death и выпустил его на лейбле Hammerheart в 2001 году. Ограниченное издание включало пакет под названием «Набор для самоубийства», в котором был не только сам альбом, но также лезвие бритвы и плакат. Наборы были пронумерованы от руки кровью участника группы. Blood Red Throne никогда не давал концертов в этом составе. Фредди Больсё вернулся в свой родной город, и группе пришлось искать нового барабанщика.
Эспен «Бист» Антонсен присоединился к группе и был записан альбом Affiliated With The Suffering в 2002 году, это был их последний альбом на Hammerheart Records. Группа провела два европейских тура и фестиваль Inferno с этим составом, и Бист ушёл, когда они собирались записать свой первый альбом для Earache Records. С помощью Бернта Моэна Blood Red Throne удалось записать свой третий альбом, Altered Genesis. Altered Genesis был выпущен в 2005 году, и после этого релиза Мистеру Хастлеру пришлось покинуть группу из-за обязательств по работе, и вокалистом стал Вальд. Чтобы все было проще, Blood Red Throne решили найти постоянного барабанщика, и к группе присоединился Андерс Хааве. Он присоединился к группе в 2006 году, и Blood Red Throne отправились в новое европейское турне с несколькими концертами, пока не отправились в студию, чтобы записать свой четвёртый альбом Come Death для Earache Records.
Blood Red Throne выпустили свой пятый альбом Souls of Damnation 1 июня 2009 года на лейбле Earache Records. Версия диджипака включала DVD, посвящённый 10-летию группы.
Группа приняла участие в Infernofestival в Осло, который состоялся 8-11 апреля 2009 года.
23 апреля 2010 года Blood Red Throne объявили в блоге на MySpace, что гитарист Tchort уходит из-за «работы и семейных обязательств» и его заменяет Иван «MeathooK» Гуджич из Neongod на оставшуюся часть их туров и концертов в этом году. Некоторое время спустя в другом посте было объявлено, что 19-летний Эмиль Викстен займёт должность барабанщика.
Группа гастролировала с Dimmu Borgir, Enslaved и Dawn of Ashes в ноябре-декабре 2010 года; с Grave, Pathology и Gigan в августе-сентябре 2011 года.

## Состав

### Нынешние участники
- Yngve «Bolt» Christiansen — вокал (с 2011)
- Daniel «Død» Olaisen — гитара (с 1998)
- Ivan «Meathook» Gujic — гитара (с 2010)
- Stian «Gunner» Gundersen — бас-гитара (с 2018)
- Freddy Bolsø — ударные (1998—2002, с 2015)

### Бывшие участники
- Terje «Tchort» Vik Schei — гитара (1998—2010)
- Ronny Thorsen — вокал (2000)
- Flemming Gluch — вокал (2001—2005)
- Osvald «Vald» Egeland — вокал (2005—2011)
- Martin Skar Berger — вокал (2015)
- Erlend Caspersen — бас-гитара (1998—2011)
- Ole Bent Madsen — бас-гитара (2011—2018)
- Espen Antonsen — ударные (2002—2004)
- Anders Kobro — ударные (2005—2007)
- Anders Haave — ударные (2007—2010)
- Emil Wiksten — ударные (2010—2013)

## Дискография

### Студийные альбомы
- Monument of Death (2001)
- Affiliated with the Suffering (2003)
- Altered Genesis (2005)
- Come Death (2007)
- Souls of Damnation (2009)
- Brutalitarian Regime (2011)
- Blood Red Throne (2013)
- Union of Flesh and Machine (2016)
- Fit to Kill (2019)
- Imperial Congregation (2021)

### Прочее
- Deathmix 2000 (демо) (2000)

- A Taste for Blood (EP) (2002)
- A Taste for Butchery (сплит с Severe Torture) (2003)
- Gore Encore (2018)